# دیورژانس
دایورژنس (به فرانسوی: Divergence) یا واگرایی (در زبان فارسی دیوِرژانس هم، نوشته و تلفظ می‌شود)، حاصلضرب داخلی عملگر مشتق {\displaystyle \nabla } با یک بردار است.

## تعریف
اگر x و y و z سه مختصه دستگاه مختصات دکارتی باشند، دیورژانس بردار ‎ F(x,y,z) = Fx i + Fy j + Fz k ‏ در مختصات دکارتی به صورت زیر تعریف می‌شود:
{\displaystyle \operatorname {div} \,\mathbf {F} =\nabla \cdot \mathbf {F} ={\frac {\partial F_{x}}{\partial x}}+{\frac {\partial F_{y}}{\partial y}}+{\frac {\partial F_{z}}{\partial z}}.}
که در آن ‎Fx , Fy , Fz‏ مولفه‌های بردار F در راستای x , y, z است.
به طور کلی در مختصات مایل داریم:
{\displaystyle \nabla \cdot \mathbf {F} ={{1} \over {h_{1}h_{2}h_{3}}}[{\frac {\partial }{\partial q_{1}}}(F_{1}h_{2}h_{3})+{\frac {\partial }{\partial q_{2}}}(F_{2}h_{3}h_{1})+{\frac {\partial }{\partial q_{3}}}(F_{3}h_{1}h_{2})]}
که h i عامل مقیاس و q i مختص در دستگاه مورد نظر است.
برای سه دستگاه پرکاربرد زیر داریم:
دستگاه دکارتی:
{\displaystyle q_{1}=x} , {\displaystyle q_{2}=y} , {\displaystyle q_{3}=z}
{\displaystyle h_{1}=h_{2}=h_{3}=1}
دستگاه استوانه‌ای:
{\displaystyle q_{1}=\rho } , {\displaystyle q_{2}=\varphi } , {\displaystyle q_{3}=z}
{\displaystyle h_{1}=1} , {\displaystyle h_{2}=\rho } , {\displaystyle h_{3}=1}
{\displaystyle \nabla \cdot \mathbf {F} ={\frac {1}{\rho }}{\frac {\partial }{\partial \rho }}(\rho F_{\rho })+{\frac {1}{\rho }}{\frac {\partial F_{\varphi }}{\partial \varphi }}+{\frac {\partial F_{z}}{\partial z}}}
دستگاه کروی:
{\displaystyle q_{1}=r} , {\displaystyle q_{2}=\theta } , {\displaystyle q_{3}=\varphi }
{\displaystyle h_{1}=1} , {\displaystyle h_{2}=r} , {\displaystyle h_{3}=r\sin \theta }

## تعبیر فیزیکی و هندسی
دیورژانس یک اپراتور برداری است که میزان «شار خروجی» یا «جذب از محیط» یک میدان برداری را در یک نقطه بوسیله یک اسکالر علامت‌دار، اندازه‌گیری می‌کند. به عبارت تخصصی‌تر، دیورژانس نشان‌دهنده چگالی حجمی شار خروجی از (یا ورودی به) یک حجم بسیار کوچک می‌باشد. به عنوان مثال در گرم و سرد شدن هوا، میدان برداری مرتبط، سرعت حرکت هوا در یک نقطه است: اگر هوا در یک ناحیه گرم شود، در همه جهت‌ها منبسط می‌شود، بطوری که جهت میدان سرعت به سمت بیرون آن ناحیه می‌باشد؛ بنابراین دیورژانس میدان سرعت در آن ناحیه دارای مقداری مثبت بوده و بیانگر منبع بودن آن ناحیه می‌باشد. اگر هوا سرد شود، دیورژانس منفی بوده و آن منطقه را یک جاذب یا حفره (سینک) می‌گویند.
نام «دیورژانس» یا «واگرایی» به خوبی انتخاب شده است، زیرا دیورژانس یک میدان برداری در یک نقطه معیاری از این که آن میدان برداری از آن نقطه به چه میزان به بیرون پخش و واگرا می‌شود. برای مثال سرعت قطرات آب را یک میدان برداری در نظر بگیرید، در این صورت یک فواره در محلی که آب از آن بیرون می‌زند، واگرایی و پخش شدگی زیادی دارد، پس دیورژانس آن مقدار قابل توجهی دارد. در حالیکه آبی که در یک کانال مستقیم حرکت می‌کند، هیچ واگرایی و پخش شدگی ندارد، بنابراین دیورژانس آن صفر است.

## برخی ویژگی‌ها
اگر f اسکالر و v بردار باشد آنگاه:
{\displaystyle \nabla \cdot (f{\vec {v}})=f\nabla \cdot {\vec {v}}+{\vec {v}}\cdot \nabla f}
و اگر {\displaystyle {\vec {u}}} و {\displaystyle {\vec {v}}} دو تابع برداری باشند:
{\displaystyle \nabla \cdot ({\vec {u}}\times {\vec {v}})={\vec {v}}\cdot \nabla \times {\vec {u}}-{\vec {u}}\cdot \nabla \times {\vec {v}}}

## کاربرد
در مسائل مختلف فیزیک از چگالی جریان احتمال در مکانیک کوانتومی تا معادله پخش نوترون در رآکتور هسته‌ای ظاهر می‌شود.
در قضیه دیورژانس نیز کاربرد زیادی دارد.